# جانين غوردون
جانين غوردون (بالإنجليزية: Janine Gordon)‏ هي مصورة أمريكية، ولدت في 1966.

## وصلات خارجية
- الموقع الرسمي